# الدوري البرتغالي الدرجة الثانية 2008–09
الدوري البرتغالي الدرجة الثانية 2008–09 (بالبرتغالية: II Divisão B de 2008–09‏) هو موسم من الدوري البرتغالي الدرجة الثانية. فاز فيه نادي فاتيما.